# Netsukuku
Netsukuku est un réseau maillé, ou un système P2P qui se crée et entretient son fonctionnement de façon autonome, c'est-à-dire un concurrent d'internet (TCP/IP en fait), tel que le grand public le connaît. Il est conçu pour gérer un nombre illimité de nœuds avec des ressources minimales, en puissance de calcul et en mémoire, empruntées par chacun des ordinateurs reliés entre eux. Netsukuku peut ainsi être utilisé pour bâtir un réseau mondial distribué, anonyme et anarchique, distinct d'Internet, sans recourir à aucun serveur, fournisseur d'accès ou autorité de contrôle.
Netsukuku est conçu pour construire un réseau "physique" qui ne se fonde sur aucun autre réseau existant. Il doit par conséquent y avoir des ordinateurs reliés « physiquement », Netsukuku créant ensuite les routes.

### Projets semblables
- Commotion : Projet de réseau entièrement autonome financé par l'Open Technology Initiative.
- I2P
- Omemo
- Tor : The Onion Router ; naviguer sur Internet de manière anonyme
- Fidonet : Réseau de communications par ligne téléphonique

- Noms de domaine en " .42 ".
- Noms de domaine en ".p2p ".